# Callistemon viminalis
Callistemon viminalis, también conocido como calistemon llorón, es un  árbol pequeño o arbusto grande en la familia Myrtaceae. 

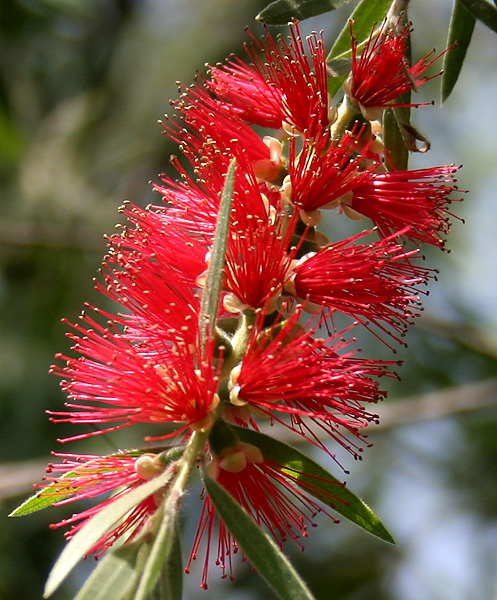
Inflorescencia

## Distribución
Es nativo de los estados de Nueva Gales del Sur y Queensland en Australia donde con frecuencia se encuentra a lo largo de cursos de agua.

## Descripción
El calistemon llorón crece hasta los 8 metros de altura y tiene ramas sobresalientes, sus hojas miden entre 3 y 7 cm de largo y 3 a 7 mm de ancho. Las espigas florales rosas fibrosas, las cuales miden entre 4 a 10 cm de largo y alrededor de 3 a 6 cm de diámetro, aparecen entre la primavera y el verano.

## Taxonomía
Callistemon viminalis fue descrita por (Sol. ex Gaertn.) G.Don y publicado en Loudon's Hortus Britannicus. A catalogue . . . 197. 1830.
Etimología
Callistemon: nombre genérico que proviene del griego, y significa de "estambres hermosos", aludiendo a lo espectacular de sus inflorescencias.
Viminalis, epíteto que proviene del latín y significa de "tallos delgados y flexibles", característica de este arbolito que le da un porte llorón.
Sinonimia
- Metrosideros viminalis Sol. ex Gaertn. (1788).
- Melaleuca viminalis (Sol. ex Gaertn.) Byrnes (1984).
- Melaleuca viminalis var. minor Byrnes (1984).[3]